# Iron Mountain (Michigan)
Iron Mountain ist eine Kleinstadt (City) im Nordwesten des US-Bundesstaates Michigan. Die Stadt gehört zum Dickinson County und ist dessen Verwaltungssitz. Das U.S. Census Bureau hat bei der Volkszählung 2020 eine Einwohnerzahl von 7.518 ermittelt.

## Lage
Iron Mountain liegt auf der Oberen Halbinsel Michigans. Der Menominee River fließt im Westen und Süden nahe an der Stadt vorbei. Dieser bildet die Grenze zu Wisconsin. Im Südwesten grenzt Iron Mountain an Kingsford. Das Stadtgebiet umfasst mehrere Hügel und Seen. Der Pine Mountain liegt im Nordwesten, Millie Hill östlich des Stadtzentrums; Crystal Lake im Südwesten. Zudem hat die Stadt Anteil am 3 km² großen Lake Antoine.

## Geschichte
Die Gründung der Stadt geht auf das Jahr 1878 zurück, als John S. Friedricks Eisenerz am Millie Hill fand. Die Hauptader, die Chapin Mine, wurde im darauf folgenden Jahr entdeckt und eine Bergarbeitersiedlung entstand. Im Herbst 1879 erreichte eine Eisenbahnlinie vom nahen Quinnesec die junge Siedlung. 1880 lieferten die Bergwerke bereits knapp 40.000 Tonnen Eisenerz, im Herbst desselben Jahres wurde die erste Schule eröffnet. Anfang 1886 bewohnten knapp 8000 Menschen den Ort, der noch zum Breitung Township gehörte. Iron Mountain wurde 1887 als Village inkorporiert und schon 1888 zur Stadt (City) erhoben. Bei der Volkszählung 1890 hatte die junge Gemeinde 8599 Einwohner.
Die Eisenerzbergbau blieb mehrere Jahrzehnte das wirtschaftliche Rückgrat der Stadt. Die Chapin Mine wurde 1934 während der großen Depression geschlossen. Bis dahin hatte sie 23 Millionen Tonnen Erz geliefert. Die letzten Bergwerke der Region schlossen in den 1960ern. Ein Relikt der Bergbauära in Iron Mountain ist die Chapin Mine Steam Pump Engine, die größte jemals in den USA gebaute dampfbetriebene Pumpe. In der Mine am Millie Hill überwintern heute bis zu 50.000 Fledermäuse, die Chapin Mine brach 1940 teilweise ein und bildete einen See.
Wichtigster Wirtschaftszweig im Dickinson County und damit für Iron Mountain ist heute die Holz- und Papierindustrie. Die Anlage von Verso Paper acht Kilometer östlich der Stadt in Quinnesec ist die größte Papierfabrik auf der Oberen Halbinsel. Daneben ist der Tourismus von Bedeutung.

## Wirtschaft und Infrastruktur

### Verkehr
Zwischen Iron Mountain und dem Fluss im Westen liegt der Ford Airport, ein kleiner Regionalflughafen. Wichtigste überregionale Straßenverbindung ist der U.S. Highway 2.

### Sport
Knapp außerhalb der Stadtgrenzen befinden sich die Skisprungschanzen des Pine Mountain Jump.

## Söhne und Töchter der Stadt
- Walter Samuel Goodland (1862–1947), Politiker und Gouverneur von Wisconsin
- Robert J. Flaherty (1884–1951), Dokumentarfilmer
- Thomas Lawrence Noa (1892–1977), römisch-katholischer Bischof im Bistum Marquette
- Albert J. Wilke (1895–1977), Politiker und Senator von Michigan
- Gene Ronzani (1909–1975), American-Football-Spieler und -Trainer
- John Biolo (1916–2003), American-Football-Spieler
- James Harvey (1922–2019), Politiker und Kongressabgeordneter
- Butch Wedin (* 1940), Skispringer
- Tom Izzo (* 1955), Basketballtrainer
- Steve Mariucci (* 1955), American-Football-Trainer
- Frank Pipp (* 1977), Radrennfahrer
- Delaney Schnell (* 1998), Wasserspringerin